# 조중 국경

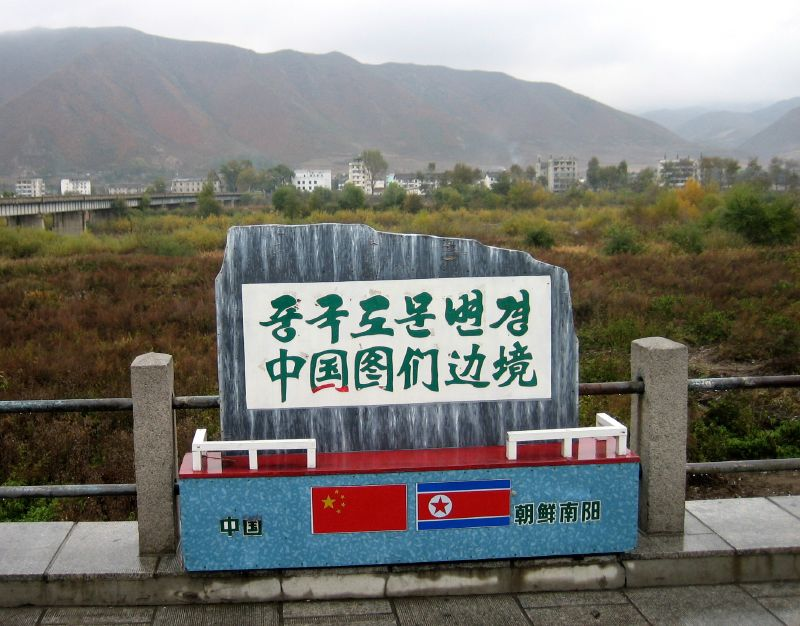
길림성에 있는 중국과 조선민주주의인민공화국 간 경계를 표시하고 있는 중국도문변경(中国图们边境 (中國圖門邊境)) 비석.

조중 국경(朝中國境), 북중 국경 또는 중조 국경(중국어 간체자: 中朝边境)은 약 1500km 길이의 중화인민공화국과 조선민주주의인민공화국 사이의 국경이다. 압록강, 백두산, 두만강이 양국의 경계를 가른다. 대한민국과의 비무장 지대(DMZ)보다는 일반 전초, 휴전선 감시 초소, 지뢰와 철조망 등 군사적 방어시설이 거의 설치되어 있지 않고, 러시아-조선민주주의인민공화국 국경과 비슷한 역할을 수행한다.

## 상세

### 지리
북한의 경우 평안북도, 량강도, 자강도 함경북도, 라선시가 지리적으로 중국과 접하고 있다. 중국의 경우, 길림성과 랴오닝성이 지리적으로 접한다. 북중 국경은 크게 압록강과 두만강으로 나뉜다.
압록강의 경우, 함경북도 혜산시와 지린성 장백 조선족 자치현이 육로로 연결되어 있고, 함경북도 무산군과 지린성 연길시 남평과 육로로 연결되어 있다. 압록강의 폭이 그리 크지 않아서 일부 국경 지역들은 걸어서 왕래가 가능한 곳도 존재한다.
두만강의 경우, 자강도 만포시와 길림성 지안시가 육로 및 철로 연결되어 있다. 함경북도 온성군과 연변 조선족 자치주 투먼시는 도문국경대교로 연결되어 있으며, 신두만강대교를 통해서도 투먼시와 남양로동자구가 연결되어 있다.
함경북도 경원군과 연변 조선족 자치주 훈춘시가 솔만자교로 연결되어 있었으나, 지금은 다리가 끊겨 있다. 라선특별시 선봉구역은 연변 조선족 자치주 훈춘시와 두만강대교로 연결되어 있다.

### 무역
조중 무역은 대체로 이 경계를 통한다. 수많은 조중 무역은 변경에서 가장 큰 도시인 단둥 시와 연결된 신의주시와 육로로 통한다. 압록강 철교는 폐쇄적인 북한의 몇 안되는 외부로 나가는 통로이며, 조중 무역의 대부분을 이곳이 차지한다. 그 외 지역인 혜산시, 무산군, 온성군 등에서 육로를 통해서 중국과 무역을 암암리에 진행하고 있다. 북한은 중국과 대부분의 국경을 공유하고 있기에, 주요 지역도시에 세관을 설치하여 운영 중이다.

### 탈북
북한이탈주민의 대다수가 북중 국경을 넘어서 탈북한다.

## 같이 보기
- 조선민주주의인민공화국-중화인민공화국 관계